# Arthur Robert Henry
Arthur Robert Henry fue un oficial de la Royal Navy que participó de la llamada Cuestión Christie, grave conflicto que llevó a la ruptura de relaciones diplomáticas entre el Imperio de Brasil y Gran Bretaña.

## Biografía
Arthur Robert Henry fue promovido el 23 de diciembre de 1842 al grado de teniente.
El 16 de junio de 1852 fue afectado con ese grado al HMS Vestal, que al mando de Thomas Pickering Thompson operaba en aguas del Atlántico Norte y las Indias Occidentales.
El 11 de marzo de 1857 fue promovido a comandante pero el 28 de junio de 1858 fue destinado al servicio de guardacostas.
Finalmente, el 21 de diciembre de 1861 fue nombrado comandante del HMS Stromboli y partió al Atlántico Sur para sumarse al escuadrón de la estación naval británica en la costa sudoriental de Sudamérica comandado por el contralmirante Richard Laird Warren.
Allí, junto a la fragata HMS Forte, buque insignia al mando del capitán Thomas Saumarez, la balandra HMS Curlew (comandante Charles Stuart Forbes), la corbeta HMS Satellite (comandante John Ormsby Johnson) y la cañonera HMS Doterel, bloqueó el puerto de Río de Janeiro y tomó cinco barcos que estaban anclados allí, en el punto más álgido de la llamada Cuestión Christie.
El 4 de junio de 1863 cedió el mando por motivos de salud al comandante Alexander Philips y regresó a su patria. Falleció en Londres el 31 de octubre de 1863 a los 46 años de edad.